# Lány (Pardubice)
Lány é uma comuna checa localizada na região de Pardubice, distrito de Chrudim.